# Marktkirche Altheim

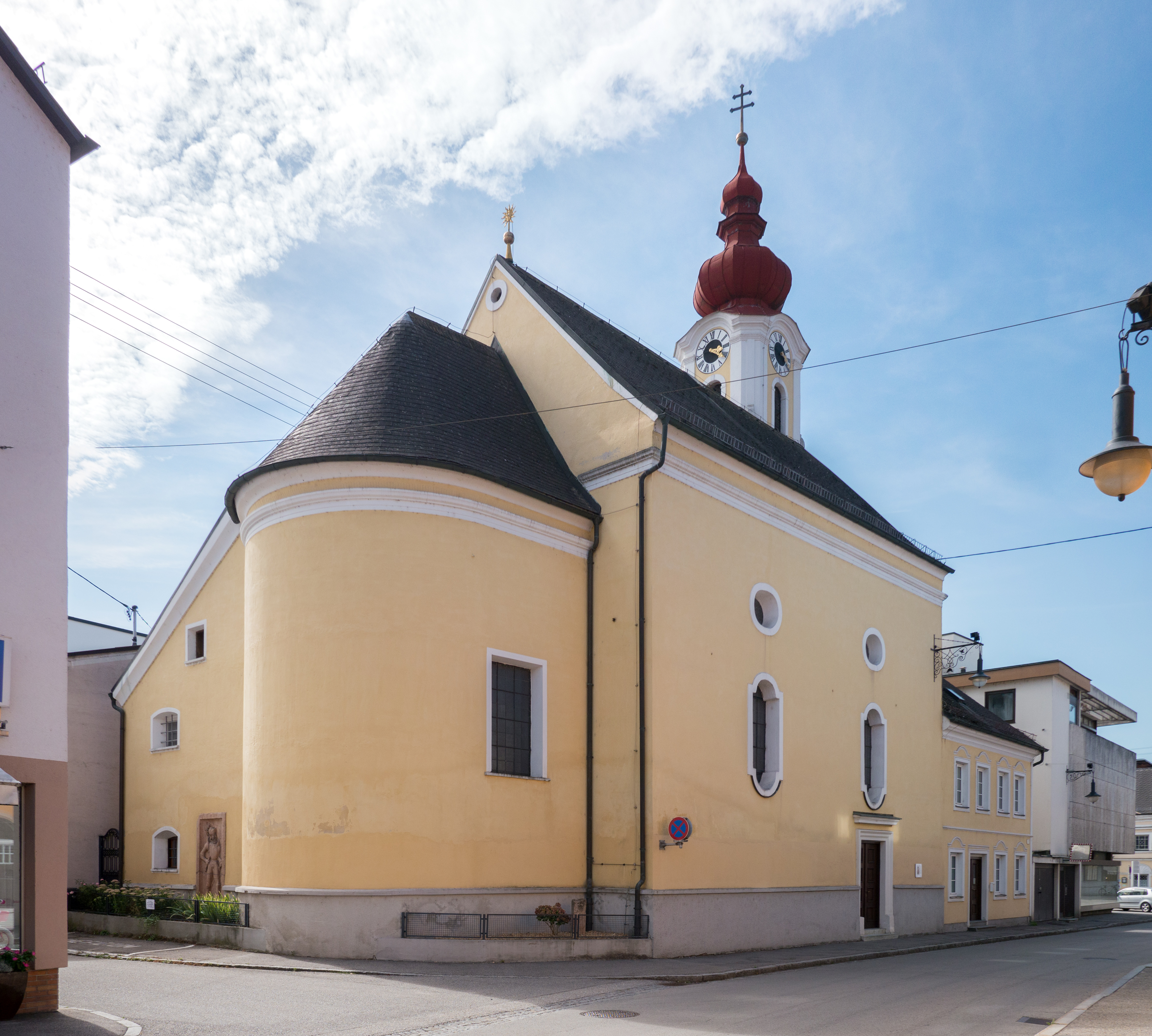
Marktkirche hl. Sebastian in Altheim

Die Marktkirche Altheim steht in der Stadtgemeinde Altheim in Oberösterreich. Die römisch-katholische Filialkirche hl. Sebastian der Pfarrkirche Altheim gehört zum Dekanat Altheim-Aspach in der Diözese Linz. Die Kirche steht unter Denkmalschutz.

## Geschichte
Die Kirche wurde 1634 in einer Pestzeit erbaut.

## Architektur

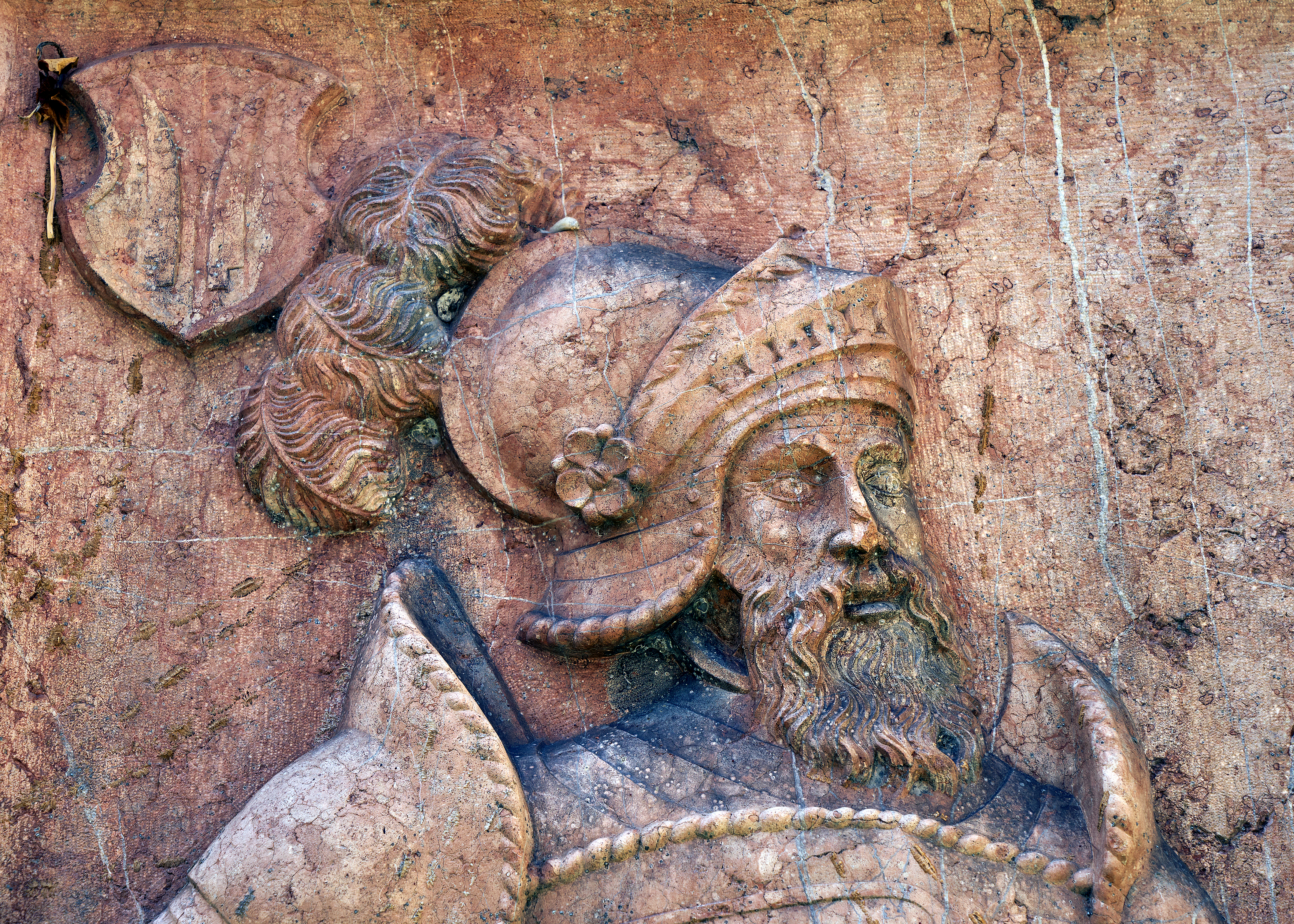
Epitaph des Hans Jörger am Chor

An das einschiffige tonnengewölbte Langhaus schließt ein eingezogener tonnengewölbter Chor mit einem Halbkreisschluss an. Der Turm aus 1763 in der Südwestecke trägt einen Doppelzwiebelhelm.
Außen am Chor ist ein Grabstein mit einer Reliefganzfigur aus dem 16. Jahrhundert.

## Ausstattung

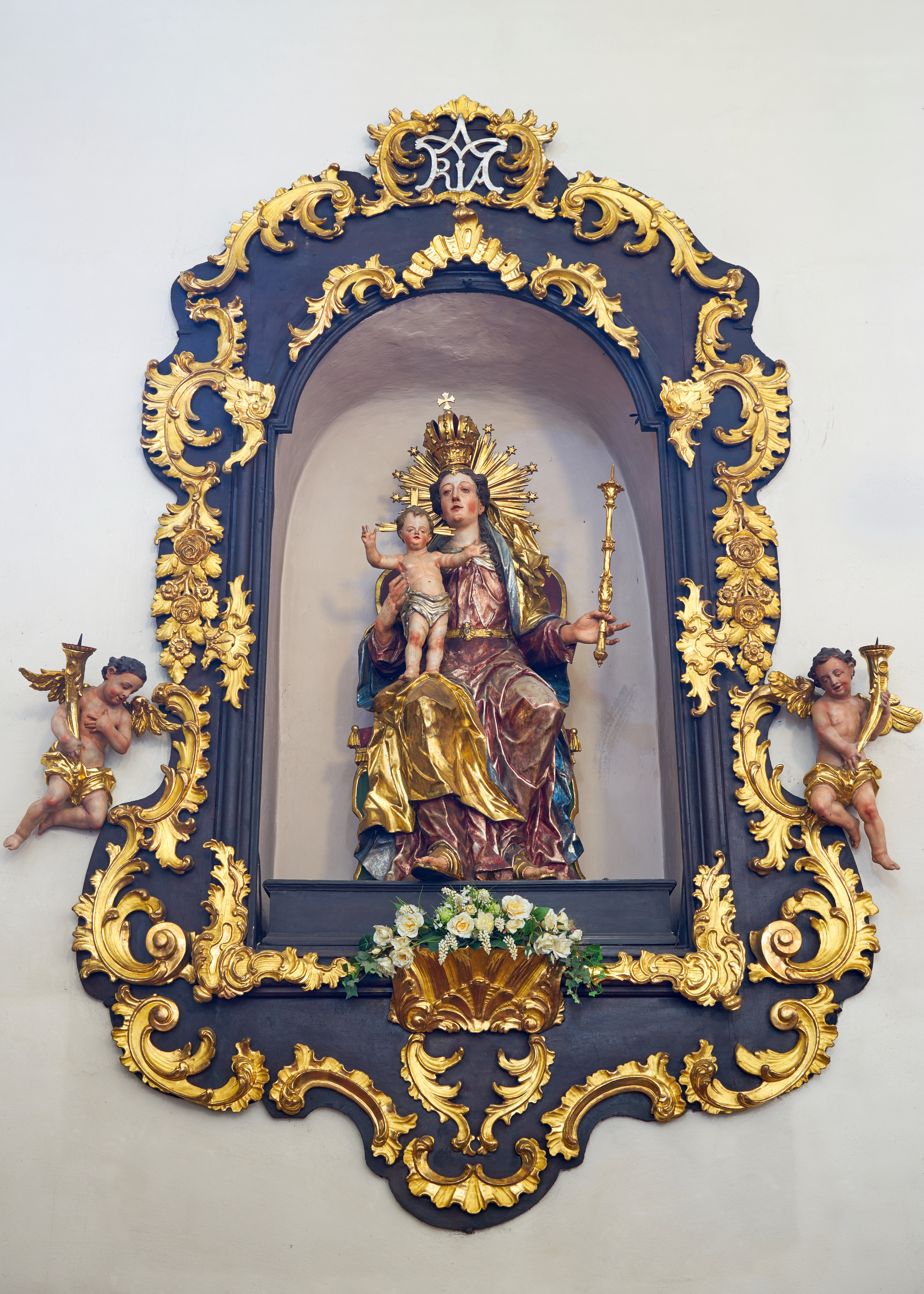
Sitzende Maria mit Kind

Der Hochaltar aus dem dritten Viertel des 18. Jahrhunderts wurde 1939 überarbeitet. Die Kanzel entstand um die Mitte des 18. Jahrhunderts. In einer reichen figuralen Rokoko-Nische ist eine Sitzende Maria mit Kind in der Art des Johann Peter Schwanthaler der Ältere. Im Langhaus sind Statuen Schmerzensmann und Schmerzhafte Muttergottes aus dem dritten Viertel des 18. Jahrhunderts. An der Orgelempore sind drei Gemälde aus der zweiten Hälfte des 18. Jahrhunderts.
Eine Glocke ist aus 1654.